# Судзиловська Валентина Миколаївна
Валентина Миколаївна Судзиловська (рос. Судзиловская Валентина Николаевна; нар. 15 жовтня 1946, Невинномиськ, Ставропольський край, РРСФР, СРСР) — радянський і український організатор кіновиробництва, режисер, кінопродюсер.

## Життєпис
Народилася 15 жовтня 1946 р. у м. Невинномиськ Ставропольського краю (Росія). 
Закінчила Одеський державний університет ім. І.Мечникова (1981). 
Працює на Одеській кіностудії.
Член Національної Спілки кінематографістів України.

## Фільмографія
- «Фантазії Веснухіна» (1977, асистент режисера у співавт.)

Другий режисер фільмів:
- «Трест, що луснув» (1982)
- «Зелений фургон» (1983)
- «На вістрі меча» (1986)
- «Скарга» (1986)
- «Світла особистість» (1989)
- «І чорт з нами» (1991, директор кінокартини та другий режисер)
- «Повітряні пірати» (1992) та ін.

Співпродюсер картин:
- «Голос трави» (1992)
- «Дика любов» (1993)
- «Тринь-бринь» (1994)
- «Три історії» (1997)
- «Третє небо» (2007)
- «Фотограф» (2008, російський телесеріал)
- «Наречена на замовлення» (2008)
- «Егоїст» (2008)
- «Навіщо ти пішов» (2008)
- «Брудна робота» (2009) та ін.